# Ozyptila jabalpurensis
Ozyptila jabalpurensis är en spindelart som beskrevs av Madan Mal Bhandari och Gajbe 200. Ozyptila jabalpurensis ingår i släktet Ozyptila och familjen krabbspindlar. Inga underarter finns listade i Catalogue of Life.